# Angelino Soler i Romaguera
Angelino Soler i Romaguera (Alcàsser, 25 de novembre de 1939) és un ex-ciclista valencià, que fou professional entre 1960 i 1969.
El seu èxit esportiu més important fou el triomf a la Volta a Espanya de 1961. Aquest triomf l'aconseguí amb tan sols 21 anys, convertint-se d'aquesta manera en el ciclista més jove en aconseguir-ho fins avui en dia.
Altres triomfs importants foren la Volta a Andalusia de 1961, la Volta a Llevant de 1966 i 4 etapes al Giro d'Itàlia.
Es retirà del ciclisme professional als 28 anys.

## Palmarès
- 1959
  - 1r a la Volta a Lleida
- 1960
  - Vencedor d'una etapa a la Volta a Llevant
- 1961
  -  1r a la Volta a Espanya i vencedor d'una etapa
  - 1r a la Volta a Andalusia
  - 1r a la Barcelona-Madrid
  - 1r al Gran Premi de San Lorenzo
- 1962
  - 1r del Giro del Vèneto
  - Vencedor de 3 etapes al Giro d'Itàlia i  1r del Gran Premi de la Muntanya
- 1963
  - Vencedor d'una etapa al Giro de Sardenya
- 1964
  - Vencedor d'una etapa al Giro d'Itàlia
  - Vencedor d'una etaoa a la Bicicleta Eibarresa
- 1965
  - Vencedor d'una etapa al Tour del Sud-est
- 1966
  - 1r a la Volta a Llevant

### Resultats a la Volta a Espanya
- 1961. 1r de la classificació general. Vencedor d'una etapa
- 1966. 9è de la classificació general
- 1967. 11è de la classificació general

### Resultats al Giro d'Itàlia
- 1962. 12è de la classificació general. Vencedor de 3 etapes.  1r del Gran Premi de la Muntanya
- 1964. 17è de la classificació general. Vencedor d'una etapa

### Resultats al Tour de França
- 1962. Abandona (5a etapa)
- 1963. 6è de la classificació general
- 1965. 22è de la classificació general